# Пачиков, Георгий Александрович
Георгий Александрович Пачиков — (род. 28 июня 1953, Тбилиси) — сооснователь компании Параграф, основатель и исполнительный директор компании Parallel Graphics (Cortona3D). Один из пионеров в разработке продуктов на основе трехмерных технологий для создания 2D/3D технической документации.

## Биография
Родился в Тбилиси в семье удина Александра Степановича Пачикова и Екатерины Петровны Пачиковой. Есть старший брат — Степан Пачиков (род.в 1950).
Окончил экономический факультет МГУ. Имеет степень магистра математических методов экономического анализа МГУ.

## Карьера
С 1979 по 1988 г. работал в ВЦ Министерства газовой промышленности разработчиком ПО.
В 1986 г. совместно с братом Степаном, академиком Евгением Павловичем Велиховым и шахматистом Гарри Каспаровым основал детский компьютерный клуб «Компьютер».
В 1989 г. стал сооснователем СП ПараГраф и с 1993 возглавил направление трехмерной графики. В 1996 году был выполнен проект для Disney online: Параграф делал контент для электронного театра для детей, который продавался на дисках. Другие проекты в области Internet 3D: People World для Mitsubishi Corporation.
После покупки ПараГрафа в 1997 году компанией Silicon Graphics продолжил работу в Silicon Graphics.
В 1999 г. Георгий выкупает у Silicon Graphics московское подразделение и на его базе в 2000 г. создает компанию Parallel Graphics, которую возглавляет до сих пор. Более 20 лет компания занимается разработкой программных продуктов для создания интерактивных электронных технических руководств (ИЭТР) по обслуживанию и ремонту, 3D/2D-каталогов запасных частей, технологических карт и интерактивных учебных курсов.